# Уго Гатті
Уго Орландо Гатті (ісп. Hugo Orlando Gatti; 19 серпня 1944, Карлос-Техедор, провінція Буенос-Айрес, Аргентина — 20 квітня 2025) — аргентинський голкіпер, який грав протягом 26 сезонів в аргентинській лізі, зігравши рекордні 765 матчів. Виграв 3 національні чемпіонати, 2 кубка Лібертадорес і один Міжконтинентальний кубок, граючи до 44-річного віку.
Футболіст 1982 року в Аргентині.

## Клубна кар'єра
Уго Орландо Гатті народився 19 серпня 1944 року в містечку Карлос-Техедор, що знаходиться в провінції Буенос-Айрес. Він народився у великій сім'ї, де був наймолодшим з 4-х братів.

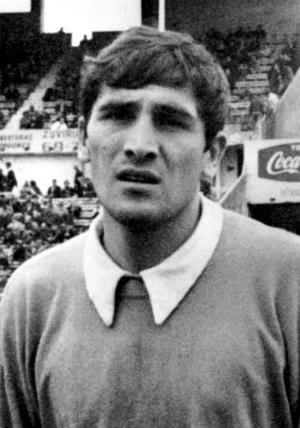
Гатті у 1966 році.

В юнацькому футболі він пробувався як нападник і півзахисник та навіть встиг проявити себе, показуючи вміння як бити, так і вести м'яч, роблячі націлені передачі. У 16-річному віці відвідує матч «Рівер Плейта», де блищить Амадео Каррісо, який стає для вразливого Гатті зразком воротарського гри і кумиром. Гатті починає грати в молодіжній команді «Атланти», представнику 6-го дивізіону чемпіонату Аргентини. Свій перший матч же у вищому дивізіоні проводить в 1962 році проти команди «Хімнасія і Есгріма». Зігравши 38 матчів за «Атланту» і прекрасно проявивши себе, Гатті переходить до «Рівер Плейт», де ще грає кумир його дитинства — Каррісо. За 4 роки в складі «Рівера» Гатті зіграв 77 матчів. У 1969 році він переходить в клуб «Хімнасія і Есгріма», за який проводить 244 матчі, а 1974 року переходить до знаменитого Хуана Карлоса Лоренцо в «Уніон» (Санта-Фе), де проводить чудовий сезон.
І ось 1976 року його запрошує «Бока Хуніорс», клуб, якому не звикли відмовляти, клуб, де Гатті з хорошого голкіпера стає легендарним. Його дебютний матч пройшов 15 лютого того ж року. У 1977 році він виграв подвійний чемпіонат Аргентини і кубок Лібертадорес, у фіналі якого відбив вирішальний пенальті від форварда «Крузейро» Вандерлея. У наступному році «Бока» знову виграє Кубок Лібертадорес, а у фіналі Міжконтинентального кубка розбиває «Боруссію» з Менхенгладбаха. У 1981 році Гатті виграв свій третій, і, як виявилось, останній, чемпіонат Аргентини. Загалом 1980-ті були важким періодом для «Боки», протягом цього десятиліття Гатті мав тривалі перерви у виступах. Проте його останній офіційний матч пройшов лише 11 вересня 1988 року, у цій грі голкіпер припустився помилки, яка коштувала його команді очок, і більше в офіційних матчах не виходив на поле. 24 січня 1989 року товариський матч між «Бокою» і «Хімнасія і Есгріма» був даниною майстерності Гатті і, фактично, матчем прощальним.
Зіграв у «Боці» 381 матч в чемпіонаті і 47 в кубку Лібертадорес, посідаючи друге місце за кількістю матчів чемпіонату за «Боку» після Роберто Моусо, в якого 396 ігор.

## Виступи за збірну
1967 року дебютував в офіційних матчах у складі національної збірної Аргентини. Роком раніше, у 1966, був включений до її заявки для участі у тогорічному чемпіонаті світу, що проходив в Англії, проте там був лише другим резервним голкіпером. Згодом у складі збірної був учасником розіграшу Кубка Америки 1975 року.
Загалом протягом кар'єри у національній команді, яка тривала 11 років, провів у формі головної команди країни лише 18 матчів, пропустивши 19 голів.

## Технічна характеристика
Своє прізвисько «Скажений» він отримав за інноваційний стиль гри, який раніше голкіперами не практикувався. Покладався на вибір позиції, а не на блискавичну реакцію. Був одним з перших голкіперів, що регулярно грали як ліберо, далеко виходячи зі штрафної і починаючи атаки своєї команди. Такий, згодом доволі розповсюджений, стиль вортарської гри тоді не завжди знаходив розуміння у тренерів, зокрема у збірній, де Гатті за багаторічну кар'єру основним гравцем так й не став.
Був майстром відбиття пенальті. Посідає третє місце у списку найкращих аргентинських воротарів XX століття за опитуванням IFFHS.

## Подальше життя
Після закінчення ігрової кар'єри став писати колонки в різних виданнях, нерідко висловлюючи дуже спірні судження і точки зору. Так під час ЧС-2006 був звинувачений пресою в расизмі за висловлене здивування кількістю темношкірих гравців у команді Еквадору.

## Смерть
Гатті помер 20 квітня 2025 року у віці 80 років у лікарні Піровано в Буенос-Айресі після більш ніж двомісячного перебування в реанімації.

## Титули і досягнення

### Командні
- Чемпіон Аргентини (3):

«Бока Хуніорс»: Метропалітано 1976, Насьйональ 1976, Метропалітано 1981
- Володар Кубка Лібертадорес (2):

«Бока Хуніорс»: 1977, 1978
- Володар Міжконтинентального кубка (1):

«Бока Хуніорс»: 1977

### Особисті
- Футболіст року в Аргентині (1): 1982